# Hermann Weingärtner
Hermann Weingärtner (Frankfurt de l'Oder, Prússia 1864 - íd. República de Weimar 1919) fou un gimnasta artístic alemany, guanyador de sis medalles olímpiques en els primers Jocs Olímpics de la història moderna.

## Biografia
Va néixer el 27 d'agost de 1864 a la ciutat de Frankfurt de l'Oder, població situada a l'estat de Brandenburg, que en aquells moments formava part de Prússia i que avui en dia forma part d'Alemanya.
Va morir el 22 de desembre de 1919 al riu Òder al seu pas per la seva ciutat natal, que en aquells moments formava part de la República de Weimar, en voler salvar una persona.

## Carrera esportiva
Va participar, als 31 anys, en els Jocs Olímpics d'Estiu de 1896 realitzats a Atenes (Grècia), on es convertí en un dels grans triomfadors en representació de l'Imperi Alemany a l'aconseguir guanyar sis medalles en les proves de gimnàstica artística: la medalla d'or en la prova de barres paral·leles per equips, barra fixa per equips i barra fixa individual; la medalla d'argent en la prova de cavall amb arcs i anelles; i la medalla de bronze en la prova de salt sobre cavall. A més participà en la prova individual de barres paral·leles, on no aconseguí guanyar cap medalla.